# 乍得湖流域委員會
查德湖流域委員會（英語：Lake Chad Basin Commission）是一個政府間組織，負責監督查德湖流域的水和其他自然資源的使用情況。有八個成員國——喀麥隆、查德、尼日、奈及利亞、阿爾及利亞、中非共和國、利比亞和蘇丹——因其靠近查德湖而被選入查德湖流域委員會。
該組織秘書處位於恩將納。查德湖流域委員會是非洲歷史最悠久的河流或湖泊流域組織。在其創始文件《查德盆地開發公約和章程》中，各個成員國承諾共同利用該盆地的自然資源。它是國際流域組織網路（INBO）的成員。